# Mourecochylis
Mourecochylis är ett släkte av fjärilar. Mourecochylis ingår i familjen vecklare.
Kladogram enligt Catalogue of Life:
| Mourecochylis | \| \| Mourecochylis limenarchis \| \| \| \| \| \| Mourecochylis ramosa \| \| \| \| |
|               | \| \| Mourecochylis limenarchis \| \| \| \| \| \| Mourecochylis ramosa \| \| \| \| |
|               | Mourecochylis limenarchis                                                          |
|               |                                                                                    |
|               | Mourecochylis ramosa                                                               |
|               |                                                                                    |